# Siejnik (stacja kolejowa)
Siejnik – zlikwidowany wąskotorowy przystanek kolejowy w Olecku, w dzielnicy Osiedle Siejnik w województwie warmińsko-mazurskim, w Polsce.